# Mirjam Hintermann
Mirjam Hintermann (* 1990) ist eine Schweizer Unihockeyspielerin, welche beim Nationalliga-A-Verein UHC Kloten-Dietlikon Jets unter Vertrag steht.